# Ріу-Майор
Рі́у-Майо́р, або Рі́о-Майо́р (порт. Rio Maior; МФА: [ˈʁi.u maj.ˈoɾ]) — муніципалітет і місто в Португалії, в окрузі Сантарен. Розташований у західній частині країни, на теренах історичної португальської провінції Ештремадура. Належить до Сантаренської діоцезії Католицької церкви в Португалії. Права міського самоврядування має з 1836 року. Поділяється на 10 парафій. За адміністративним поділом, чинним до 1976 року, був складовою провінції Рібатежу. Площа муніципалітету — 272,76 км², населення муніципалітету — 21192 ос. (2011); густота населення — 77,69 осіб/км²
. Патрон — Діва Марія. Святковий день муніципалітету — 6 листопада. Поштовий індекс — 2040.  Код місцевої адміністративної одиниці — 1414. Складова статистичного регіону Алентежу.

## Географія
Ріу-Майор розташований на заході Португалії, на заході округу Сантарен.
Ріу-Майор межує на півночі з муніципалітетом Порту-де-Мош, на сході — з муніципалітетом Сантарен, на півдні — з муніципалітетом Азамбужа, на заході — з муніципалітетами Кадавал і Калдаш-да-Раїня, на північному заході — з муніципалітетом Алкобаса.

## Населення
| Кількість мешканців | Кількість мешканців | Кількість мешканців | Кількість мешканців | Кількість мешканців | Кількість мешканців | Кількість мешканців | Кількість мешканців | Кількість мешканців | Кількість мешканців | Кількість мешканців | Кількість мешканців | Кількість мешканців | Кількість мешканців | Кількість мешканців | Кількість мешканців |
| ------------------- | ------------------- | ------------------- | ------------------- | ------------------- | ------------------- | ------------------- | ------------------- | ------------------- | ------------------- | ------------------- | ------------------- | ------------------- | ------------------- | ------------------- | ------------------- |
| 1864                | 1878                | 1890                | 1900                | 1911                | 1920                | 1930                | 1940                | 1950                | 1960                | 1970                | 1981                | 1991                | 2001                | 2011                |                     |
| 8 416               | 9 215               | 10 457              | 11 645              | 12 785              | 13 603              | 15 150              | 16 376              | 18 902              | 19 356              | 18 245              | 19 894              | 20 119              | 21 110              | 21 192              |                     |